# 2150 Nyctimene
2150 Nyctimene (1977 TA) là một tiểu hành tinh vành đai chính bên trong được phát hiện ngày 13 tháng 10 năm 1977 bởi W. Sebok ở Palomar.